# Tim Ahearne
Timothy Joseph Ahearne, detto Tim (Dirreen, 17 agosto 1885 – Deposit, 12 dicembre 1968), è stato un triplista britannico.

## Biografia
Ai Giochi della IV Olimpiade vinse l'oro nel salto triplo precedendo il canadese Garfield MacDonald (medaglia d'argento) e il danese Edvard Larsen.

## Palmarès
| Anno | Manifestazione  | Sede   | Evento       | Risultato | Prestazione | Note            |
| ---- | --------------- | ------ | ------------ | --------- | ----------- | --------------- |
| 1908 | Giochi olimpici | Londra | Salto triplo | Oro       | 14,915 m    | Record olimpico |